# National Board of Review
A National Board of Review é uma organização de críticos de cinema fundada em 1909, em Nova Iorque. Entre 1916 e 1950 serviu como órgão de censura e regulação do conteúdo dos filmes. Desde 1932 até os dias de hoje entrega seus conceituados prêmios à indústria cinematográfica dos Estados Unidos, sendo uma das poucas premiações que podem se equiparar com o Oscar no que tange à longevidade.
Seus prêmios, que são anunciados no início de dezembro, são considerados o primeiro grande prenúncio da temporada de premiações para o cinema que culmina com o Oscar.

## Categorias
- NBR Liberdade de Expressão
- Prêmio William K. Everson de História no Cinema
- Melhor Ator
- Melhor Atriz
- Melhor Ator Coadjuvante
- Melhor Atriz Coadjuvante
- Melhor Filme de Animação
- Melhor Diretor
- Melhor Diretor Estreante
- Melhor Filme e Top Dez Filmes
- Melhor Documentário e Top Cinco Documentários
- Melhor Filme Estrangeiro e Top Cinco Filmes Estrangeiros
- Melhor Roteiro Adaptado
- Melhor Roteiro Original
- Melhor Ator Revelação
- Melhor Atriz Revelação
- Melhor Elenco
- Prêmio Spotlight
- Prêmio Career Achievement
- Prêmio Billy Wilder de Excelência na Direção
- Prêmio Especial de Sucesso Cinematográfico
  - NOTA: Até 1945, havia apenas prêmios de Melhor Filme, enquanto os prêmios de Melhor Documentário e Melhor Filme Estrangeiro não eram continuos.